# Revue pénitentiaire et de droit pénal
La Revue pénitentiaire et de droit pénal (dite aussi RPDP) est une revue scientifique spécialisée en sciences criminelles et exécution des peines. Fondée à la fin du XIXe siècle par la très influente Société générale des prisons et de législation criminelle (créée en 1877), dont elle était le Bulletin d’information, la RPDP a joué, jusqu’au début du XXe siècle, un rôle majeur dans la définition des normes pénales et la création du régime pénitentiaire français.
C'est la plus ancienne revue de droit pénal française.
Habituellement, son abréviation est Rev. pénit. ou RPDP.

## Parution et fonctionnement
Publiée depuis 1998 par les Éditions Cujas, la RPDP paraît à raison de 4 numéros par an.
Comme à ses débuts, la RPDP compte parmi ses collaborateurs des spécialistes français du droit criminel et pénitentiaire. Les chroniques sont trimestrielles (droit pénal général, droit pénal spécial, procédure pénale, droit pénal des affaires, droit de l'exécution des peines, droit pénal européen, droit pénal des médias, chronique législative), semestrielles ou annuelles (par exemple, droit pénal des mineurs, droit pénal constitutionnel, criminologie).
Son Directeur scientifique est le professeur Philippe Conte (Université Panthéon-Assas Paris II) qui a succédé en 2017 au professeur Jean Pradel (Université de Poitiers).

## Comité de rédaction
Son comité de rédaction est composé de : Philippe Bonfils (professeur à Aix Marseille Université), Évelyne Bonis (professeur à l’Université de Bordeaux), Sylvie Cimamonti (professeur à Aix Marseille Université), Marie-Cécile Guérin (maître de conférences à l’Université de Bordeaux), Agathe Lepage (professeur à l’Université Panthéon-Assas Paris II), Patrick Maistre du Chambon (professeur émérite de l’Université de Grenoble Alpes), Valérie Malabat (professeur à l’Université de Bordeaux), Renaud Salomon (avocat général à la Cour de cassation), Marc Segonds (professeur à l’Université de Toulouse I - Capitole) et Édouard Verny (professeur à l’Université Panthéon-Assas Paris II).